# Závada (okres Humenné)
Závada (Hongaars:Hegyzávod) is een Slowaakse gemeente in de regio Prešov, en maakt deel uit van het district Humenné.
Závada telt 77 inwoners.
Adidovce · Baškovce · Brekov · Brestov · Chlmec · Černina · Dedačov · Gruzovce · Hankovce · Hažín nad Cirochou · Hrabovec nad Laborcom · Hrubov · Hudcovce · Humenné · Jabloň · Jankovce · Jasenov · Kamenica nad Cirochou · Kamienka · Karná · Kochanovce · Košarovce · Koškovce · Lackovce · Lieskovec · Ľubiša · Lukačovce · Maškovce · Modra nad Cirochou · Myslina · Nechválova Polianka · Nižná Jablonka · Nižná Sitnica · Nižné Ladičkovce · Ohradzany · Pakostov · Papín · Porúbka · Prituľany · Ptičie · Rohožník · Rokytov pri Humennom · Rovné · Ruská Kajňa · Ruská Poruba · Slovenská Volová · Slovenské Krivé · Sopkovce · Topoľovka · Turcovce · Udavské · Valaškovce · Veľopolie · Víťazovce · Vyšná Jablonka · Vyšná Sitnica · Vyšné Ladičkovce · Vyšný Hrušov · Závada · Závadka · Zbudské Dlhé · Zubné